# Thorstein Stenbek
Thorstein Stenbek (8. září 1909 – 21. června 1983) byl norský rychlobruslař.
Prvního světového šampionátu se zúčastnil v roce 1929, kdy skončil na desáté příčce. O rok později debutoval na Mistrovství Evropy, kde dosáhl svého největšího úspěchu – bronzové medaile. V roce 1931 se stal mistrem Norska. V dalších letech se účastnil již pouze norských závodů a šampionátů, poslední start absolvoval v roce 1935.